# Amphipogon hyperboreus
Amphipogon hyperboreus is een vliegensoort uit de familie van de Piophilidae. De wetenschappelijke naam van de soort is voor het eerst geldig gepubliceerd in 1919 door Greene.